# Endophragmiella naromoruensis
Endophragmiella naromoruensis är en svampart som beskrevs av P.M. Kirk 1985. Endophragmiella naromoruensis ingår i släktet Endophragmiella och familjen Helminthosphaeriaceae.   Inga underarter finns listade i Catalogue of Life.